# 31281 Stothers
31281 Stothers è un asteroide della fascia principale. Scoperto nel 1998, presenta un'orbita caratterizzata da un semiasse maggiore pari a 2,7510871 UA e da un'eccentricità di 0,1038464, inclinata di 9,03851° rispetto all'eclittica.